# Errico Petrella
Errico (Enrico) Petrella (Palermo, 1 december 1813 – Genua, 7 april 1877) was een Italiaans componist. Petrella werd rond 1870 beschouwd als de meest succesvolle Italiaanse operacomponist na Giuseppe Verdi.

## Levensloop
Petrella kreeg zijn eerste muzieklessen bij Saverio Del Giudice. Hij verhuisde naar Napels en studeerde aldaar bij Nicola Antonio Zingarelli en Michele Costa. Vervolgens studeerde hij privé bij Vincenzo Bellini en zijn invloed is soms in de muziek van Petrella herkenbaar. Op 16-jarige leeftijd ging zijn klucht Il diavolo color di rosa in het Teatro La Fenice in Napels in première en had daarmee groot succes. Het werd gevolgd van de klucht Il giorno delle nozze, gebaseerd op de avonturen van Pulcinella, en Lo scroccone. Na deze vroege successen heeft hij pogingen an andere theaters in Napels gedaan. In 1838 volgde I pirati spagnoli in het Teatro nuovo (het nieuwe theater). Dit werk wekte de bewondering van Gaetano Donizetti, die toen docent aan het conservatorium was. Het volgt Le miniere di Freinbergh, dat wederom een succes werd.
Verder schrijft hij Cimodocea, geïnspireerd door een verhaal van François René de Chateaubriand, maar hij zet het salaris te hoog aan met het gevolg, dat het beheer van het theater de uitvoering verwerpt. Vele jaren lang schreef Petrella geen werk meer voor het muziektheater.
In 1851 keerde hij terug naar het theaterpodium met Le precauzioni ossia Il carnevale di Venezia. Het werd een echte triomf en werd beschouwd als een van de beste komieke opera's van die tijd. De Milaanse uitgever Joan Lucca noemt hem als de rivaal van Giuseppe Verdi. Het heeft hem niet geholpen, maar zijn werk kon de vergelijking voor bepaalde tijd stand houden. In 1853 volgt de opera Marco Visconti met een juweeltje van de ballad "rondinella pellegrina" en de aria van Ottorino "come un aura sul mattino".
In 1858 viert hij opnieuw een triomf met de première van Jone (o L'ultimo giorno di Pompei) in het Teatro alla Scala in Milaan. Het libretto is gebaseerd op de roman The Last Days of Pompeii (roman) van Edward Bulwer-Lytton. De treurmars uit deze opera wordt nog altijd tijdens begrafenissen vooral in Zuid-Italië gespeeld. Een verdere succes was zijn opera La contessa d'Amalfi in het Teatro Regio in Turijn.
In de latere werken maakt hij de poging het toen actueel nieuws uit het binnen- en buitenland in zijn composities te verwerken. Zo ontstonden Caterina Howard, Giovanna di Napoli en I promessi sposi. De zoektocht gaat verder met de opera Manfredo, een gepassioneerd drama van een adellijke uit Calabrië dat is gekleurd met gruwelijke misdaden.
Alhoewel hij grote successen vierde, werd hij in de laatste levensjaren teruggebracht tot armoede, hield van vrouwen en het briljante leven, ontwikkelde hij suikerziekte en overleed in Genua in 1877. Dan, na de dood, raakte hij bijna in de totale vergetelheid.

## Trivia
In Milaan is een straat naar deze componist benoemd "Via Errico Petrella" en in de Italiaanse stad Longiano is het operagebouw Teatro Errico Petrella - Teatro Storico van 1870 naar hem benoemd.

## Composities

### Werken voor orkest
- 1860 Inno a Vittorio Emanuele II, voor gemengd koor en orkest - tekst: Domenico Bolognese

### Werken voor harmonieorkest
- 1858 Marcia funèbre uit de opera "Jone", treurmars
- 1868 Gran marcia cavalleresca... in occasione del gran torneo in Firenze

### Missen
- 1873 Messa funebre per la morte di Angelo Mariani

### Muziektheater

#### Opera's
| Voltooid in                                   | titel                                                        | aktes              | première | libretto |
| --------------------------------------------- | ------------------------------------------------------------ | ------------------ | --- | --- |
| 1828                                          | Il diavolo color di rosa                                     | 2 bedrijven        | 31 december 1828, Napels, Teatro La Fenice                                                                        | Andrea Leone Tottola                                                                                             |
| 1829                                          | Il giorno delle nozze ovvero Pulcinella marito, e non marito | 2 bedrijven        | 28 januari 1830, Napels, Teatro nuovo                                                                             | Andrea Leone Tottola                                                                                             |
| 1833-1834                                     | Lo scroccone                                                 | 2 bedrijven        | 8 februari 1834, Napels, Teatro nuovo                                                                             | |
| 1835                                          | Cimodocea                                                    | onvoltooid         | voor het Teatro San Carlo in Napels gepland                                                                       | geïnspireerd door een verhaal van François René de Chateaubriand                                                 |
| 1838; rev. versie: 1856                       | I pirati spagnoli                                            | 2 bedrijven        | 13 mei 1838, Napels, Teatro nuovo; rev. versie: 16 juli 1856, Napels, Teatro nuovo                                | Emanuele Bidera                                                                                                  |
| 1843; rev. versie: 1853                       | Le miniere di Freinbergh                                     | 2 bedrijven        | 16 februari 1843, Napels, Teatro nuovo; rev. versie: 29 mei 1853, Napels, Teatro nuovo                            | Emanuele Bidera                                                                                                  |
| 1851; rev. versie: 1853, 2e rev. versie: 1857 | Le precauzioni ossia Il carnevale di Venezia                 | 3 bedrijven        | 11 mei 1851, Napels, Teatro nuovo; rev. versie: 30 november 1853, Genua; 2e rev. versie: 15 februari 1858, Milaan | Marco D'Arienzo                                                                                                  |
| 1852                                          | Elena di Tolosa                                              | 3 bedrijven        | 12 augustus 1852, Napels, Teatro del Fondo                                                                        | Domenico Bolognese                                                                                               |
| 1853                                          | Marco Visconti                                               | 3 bedrijven        | 9 februari 1854, Napels, Teatro San Carlo                                                                         | Domenico Bolognese naar de historische roman van Tommaso Grossi uit 1834                                         |
| 1855-1856                                     | Elnava o L'assedio di Leida                                  | Proloog en 3 aktes | 4 maart 1856, Milaan, Teatro alla Scala                                                                           | Domenico Bolognese naar Michele Cuciniello, "Elnava"                                                             |
| 1857                                          | Jone (o L'ultimo giorno di Pompei)                           | 4 bedrijven        | 26 januari 1858, Milaan, Teatro alla Scala                                                                        | Giovanni Peruzzini naar Edward George Bulwer-Lytton, "The Last Days of Pompeii"                                  |
| 1858-1859                                     | Il duca di Scilla                                            | 4 bedrijven        | 24 maart 1859, Milaan, Teatro alla Scala                                                                          | Giovanni Peruzzini, Leone Fortis naar Victor Séjour, «Le Fils de la nuit»                                        |
| 1859                                          | Morosina o L'ultimo de' Falieri                              | 3 bedrijven        | 6 januari 1860, Napels, Teatro San Carlo                                                                          | Domenico Bolognese naar Victor Séjour, «Les Noces vénitiennes»                                                   |
| 1860                                          | Il folletto di Gresy                                         | 3 bedrijven        | 28 augustus 1860, Napels, Teatro del Fondo                                                                        | Domenico Bolognese naar Eugène Scribes libretto voor Daniel Auber, La Part du diable (Het aandeel van de duivel) |
| 1861                                          | Virginia                                                     | 3 bedrijven        | 23 juli 1861, Napels, Teatro San Carlo                                                                            | Domenico Bolognese naar Vittorio Alfieri                                                                         |
| 1863                                          | La contessa d'Amalfi                                         | 4 bedrijven        | 8 maart 1864, Turijn, Teatro Regio di Torino                                                                      | Giovanni Peruzzini naar Octave Feuillet, «Dalila»                                                                |
| 1864                                          | Celinda                                                      | 3 bedrijven        | 11 maart 1835, Napels, Teatro San Carlo                                                                           | Domenico Bolognese                                                                                               |
| 1865                                          | Caterina Howard                                              | 4 bedrijven        | 7 februari 1866, Rome, Teatro Apollo                                                                              | Giuseppe Cencetti naar Alexandre Dumas père                                                                      |
| 1868                                          | Giovanna di Napoli                                           | Proloog en 3 aktes | 27 februari 1869, Napels, Teatro San Carlo                                                                        | Antonio Ghislanzoni                                                                                              |
| 1869                                          | I promessi sposi                                             | 4 bedrijven        | 2 oktober 1869, Lecco, Teatro della Società                                                                       | Antonio Ghislanzoni naar het toneelstuk van Alessandro Manzoni                                                   |
| 1871-1872                                     | Manfredo                                                     | Proloog en 3 aktes | 24 maart 1872, Napels, Teatro San Carlo                                                                           | Giorgio Tommaso Cimino                                                                                           |
| 1874                                          | Bianca Orsini                                                | 4 bedrijven        | 4 april 1874, Napels, Teatro San Carlo                                                                            | Giorgio Tommaso Cimino                                                                                           |
| 1876                                          | Diana o La fata di Pozzuoli                                  | 3 bedrijven        | niet uitgevoerd                                                                                                   | Raffaele d'Ambra                                                                                                 |
|                                               | Salambò ossia Solima                                         | onvoltooid         | | Antonio Ghislanzoni naar Gustave Flaubert                                                                        |